# Pietro Gasparri
Pour les articles homonymes, voir Gaspari.
Pietro Gasparri (né le 5 mai 1852 à Capovallazza di Ussita, dans la province de Macerata, dans les Marches qui faisaient partie des États pontificaux, et mort le 18 novembre 1934 à Rome) est un prélat catholique italien, juriste et diplomate du Saint-Siège et cardinal secrétaire d'État. Il signa les accords du Latran en 1929.

## Biographie
Né dans une famille de paysans à Capovallazza di Ussita, une frazione de la commune d'Ussita, dans la province de Macerata (alors partie intégrante des États pontificaux), Pietro Gasparri étudia la philosophie et la théologie catholique dans différentes universités romaines. Il obtint son diplôme in utroque iure, c'est-à-dire « dans les deux droits », en droit civil et en droit canonique.
Ordonné prêtre le 31 mars 1877, il travailla comme secrétaire personnel du cardinal Teodolfo Mertel. Dans le même temps, il enseigna le droit canonique à Rome et à la Faculté de Droit canonique de Paris. En 1896, il fut nommé membre de la Commission pontificale pour l'examen de la validité des ordinations de l'Église anglicane.
Nommé par le pape Léon XIII en 1898 archevêque titulaire de Césarée-en-Palestine, il fut envoyé comme délégué apostolique au Pérou (en), en Équateur (en) et en Bolivie (en). Il reçut l'ordination épiscopale du cardinal Richard et fut nommé en 1901 secrétaire de la Congrégation pour les affaires ecclésiastiques extraordinaires, puis en 1904 de la Commission pour la codification du droit canonique.
Le pape Pie X le créa cardinal titulaire de San Bernardo alle Terme (titre ensuite changé en « San Lorenzo in Lucina ») au consistoire du 16 décembre 1907. Le cardinal Gasparri fut ensuite camerlingue du Sacré Collège, du mois de mai 1914 jusqu'à janvier 1915, puis camerlingue de la Sainte Église romaine de décembre 1916 jusqu'à sa mort. Ce fut le cardinal Eugenio Pacelli, futur pape Pie XII, qui lui succéda à ce poste.
Après la mort du cardinal Domenico Ferrata, le pape Benoît XV le nomma à l'automne 1914 cardinal secrétaire d'État. De 1914 à 1918, le cardinal Gasparri fut également préfet du palais apostolique.
En 1917, lors de la promulgation du Code de droit canonique, qui devait rester en vigueur jusqu'en 1983 et auquel le cardinal Gasparri avait largement contribué pendant plus de treize ans, le pape Benoît XV le nomma président de la « Commission pour l'interprétation authentique » de ce code. Le cardinal Gasparri était opposé à la fraction conservatrice de la curie, à laquelle appartenaient notamment le cardinal Merry del Val et le cardinal De Lai. Il était notamment, contrairement à eux, favorable au 'National Catholic Welfare Council aux États-Unis.
Secrétaire d'État de Benoît XV, le cardinal Gasparri eut l'occasion de s'exprimer en opposition à la tauromachie en rappelant la position de l'Église, dans une lettre adressée à la présidente de la S.P.A. de Toulon (23 octobre 1920) : « Que si (…) la barbarie humaine se retranche encore dans les combats de taureaux , il n’est pas douteux que l'Église continue à condamner hautement, ainsi qu’elle l’a fait par le passé, ces spectacles sanglants et honteux. C’est vous dire aussi combien elle encourage toutes les nobles âmes qui travaillent à effacer cette honte et approuve de grand cœur toutes les œuvres établies dans ce but et dirigeant leurs efforts à développer, dans nos pays civilisés, le sentiment de la pitié envers les animaux. »
En 1921, les négociations avec le gouvernement Aristide Briand aboutissent à la signature par Gasparri de l'accord de 1921 de rétablissement des relations diplomatiques entre la France et le Saint-Siège.
Après le conclave de 1922, le nouveau pape Pie XI le confirma dans l'ensemble de ses charges, auxquelles s'ajouta en 1925 celle de cardinal préfet de la Congrégation pour les affaires ecclésiastiques extraordinaires. En 1929, le cardinal Gasparri se vit confier la présidence de la commission du Code des canons des Églises orientales.
Le 11 février 1929, il signa les accords du Latran avec Mussolini, mettant ainsi fin au contentieux qui opposait le Vatican et l'État italien depuis 1870. Un an plus tard, le cardinal Gasparri quitta la secrétairerie d'État, où lui succéda le cardinal Pacelli.
En 1933, le cardinal Gasparri fut élu à l'Accademia d'Italia pour les sciences juridiques. En novembre 1934, peu avant sa mort, le cardinal révéla que, à l'instar d'un illustre prédécesseur, le vardinal Carlo Odescalchi, il avait songé entrer chez les Jésuites. Il en fut dissuadé par le père François Xavier Wernz lui-même, qui estimait que son service de l'Église consistait, en priorité, à achever la publication du Code de droit canon. Il mourut peu après à Rome, le 18 novembre 1934, et fut enterré dans le cimetière de son village natal.
Il est l'oncle du cardinal Enrico Gasparri.

## Succession apostolique
Pietro Gasparri a ordonné les évêques suivants :
- Cardinal Francesco Marchetti Selvaggiani (1918)
- Cardinal Benedetto Aloisi Masella (1919)
- Cardinal Clemente Micara (1920)
- Cardinal Francesco Marmaggi (1920)
- Cardinal Luigi Maglione (1920)
- Patriarche Roberto Vicentini (1921)
- Cardinal Ermenegildo Pellegrinetti (1922)
- Archevêque Cesare Orsenigo (1922)
- Archevêque Angelo Rotta (1922)
- Cardinal Gaetano Cicognani (1925)
- Cardinal Paolo Giobbe (1925)
- Cardinal Pietro Ciriaci (1928)
- Archevêque Riccardo Bartoloni (en) (1928)
- Cardinal Carlo Chiarlo (1928)
- Cardinal Francesco Borgongini Duca (1929)